# Ladainha Lauretana
Ladainha Lauretana (em latim: Litaniæ lauretanæ), ou Ladainha de Nossa Senhora é uma litania originalmente aprovada em 1587 pelo Papa Sixto V. É uma prece dirigida à Virgem Maria com origem na cidade de Loreto, onde a tradição católica diz ser conservada milagrosamente a Casa de Nazaré.
A Ladainha Lauretana faz referência aos muitos Títulos de Maria seguidos da petição rogai por nós. E cada invocação desta ladainha tem uma origem bíblica ou um significado doutrinal.
A palavra ladainha significa "oração de súplica", e é uma maneira criativa e original que a catequese encontrou de fazer um resumo da sapiência sobre mistérios teológicos. Não se trata apenas de uma coleção de invocações peculiares. Nas ladainhas, no dizer de um teólogo, o saber se torna sabor.
Observa-se que os louvores à Maria foram crescendo ao longo dos séculos. Ela, de fato, é pouco citada no Novo Testamento, mas a Igreja, pela iluminação do Espírito Santo, aos poucos foi desenvolvendo uma doutrina especificamente para ela, que é estudada em uma disciplina chamada Mariologia. Os quatro dogmas relativos a Maria, chamados Dogmas Marianos, foram se constituindo, igualmente, ao longo de mais de dois milênios, sendo o primeiro no Concílio de Éfeso, no ano de 431 — que declarou Maria "Mãe de Deus" (Theotókos) — e o mais recente em 1950, pelo Papa Pio XII, que atestou que Maria foi assunta, por graça de Deus, ao Céu, de corpo e alma.
Este destaque para com Maria de Nazaré foi se alardeando, paulatinamente, fruto de séculos, pela atuação de muitos Pais Apostólicos na compreensão da Tradição Católica, mantida pela Igreja Ortodoxa deste personagem do Novo Testamento.
No Igreja Católica é costume recitar ou cantar a Ladainha Lauretana no fim do Santo Rosário, considerada que é um elemento importante de uma celebração onde a Virgem Maria é exaltada. Assim, instruções do Dicastério para o Culto Divino e a Disciplina dos Sacramentos a recomenda.

## História
Existem muitas ladainhas de Nossa Senhora, porém a mais popular e conhecida é a Lauretana (ou Loretana). Exatamente por ter se popularizada e difundida a partir do Santuário de Loreto, na Itália. Ali ela foi cantada solenemente pela primeira vez no dia 10 de dezembro de 1531, mas provavelmente surgiu bem antes. Aos poucos se espalhou por todo o mundo, tornando-se uma das preces marianas mais populares de todos os tempos.
A História da Igreja conheceu muitas outras Ladainhas de Nossa Senhora. Em Veneza, por exemplo, desde tempos muito antigos se repetiam 42 invocações conhecidas como Ladainha Veneziana. Já em Mogúncia encontra-se uma coleção de fórmulas do século 12, a Ladainha Deprecatória, que une aos louvores algumas súplicas. Muitas outras ladainhas além destas e a Ladainha Moderna, todas inspiradas na Bíblia. Estudiosos concordam, entretanto, que todas nasceram da Ladainha de Todos os Santos. Tal ladainha começa com louvores a Maria e aos poucos a devoção popular criou uma ladainha inteira dedicada à mãe de Jesus. Um antigo manuscrito, conservado na Biblioteca Nacional de Paris, atesta a existência de uma lista de invocações marianas já no século 12. Trata-se de uma Ladainha com setenta em três invocações, sendo que a maioria coincide com as invocações da Ladainha Lauretana.

## Estrutura da Ladainha
A estrutura da Ladainha Lauretana é semelhante àquelas antigas litanias dos santos. Em geral, no início das litanias encontram-se invocações a Cristo Senhor, seguindo-se invocações à Santíssima Trindade. O corpo central é constituído pelas invocações que caracterizam o personagem a que se destinam as petições. Finalizando com orações específicas. O texto oficial da Ladainha Lauretana é apresentado no sítio da Santa Sé. 

### I - Invocação a Cristo Senhor
- Senhor, tende piedade de nós. Santa Maria, rogai por nós.
- Jesus Cristo, tende piedade de nós. ℟ Jesus Cristo, tende piedade de nós.
- Senhor, tende piedade de nós. ℟ Senhor, tende piedade de nós.
- Jesus Cristo, ouvi-nos.  ℟ Jesus Cristo, ouvi-nos.
- Jesus Cristo, atendei-nos. ℟ Jesus Cristo, atendei-nos.

### II. Invocação àSantíssima Trindade
- Deus, Pai do céu.  ℟  tende piedade de nós
- Deus Filho, Redentor do mundo. ℟  tende piedade de nós
- Deus Espírito Santo. ℟  tende piedade de nós
- Santíssima Trindade, que sois um só Deus. ℟  tende piedade de nós

### III - Invocações àMaria
- Santa Maria, ℟  rogai por nós.
- Santa Mãe de Deus, ℟  rogai por nós.
- Santa Virgem das virgens, ℟  rogai por nós.
- Mãe de Cristo, ℟  rogai por nós.
- Mãe da Igreja, ℟  rogai por nós.
- Mãe de misericórdia, ℟  rogai por nós.
- Mãe da divina graça, ℟  rogai por nós.
- Mãe da esperança, ℟  rogai por nós.
- Mãe puríssima, ℟  rogai por nós.
- Mãe castíssima, ℟  rogai por nós.
- Mãe sempre virgem, ℟  rogai por nós.
- Mãe imaculada, ℟  rogai por nós.
- Mãe digna de amor, ℟  rogai por nós.
- Mãe admirável, ℟  rogai por nós.
- Mãe do bom conselho, ℟  rogai por nós.
- Mãe do Criador, ℟  rogai por nós.
- Mãe do Salvador, ℟  rogai por nós.
- Virgem prudentíssima, ℟  rogai por nós.
- Virgem venerável, ℟  rogai por nós.
- Virgem louvável, ℟  rogai por nós.
- Virgem poderosa, ℟  rogai por nós.
- Virgem clemente, ℟  rogai por nós.
- Virgem fiel, ℟  rogai por nós.
- Espelho de perfeição, ℟  rogai por nós.
- Sede da Sabedoria, ℟  rogai por nós.
- Fonte de nossa alegria, ℟  rogai por nós.
- Vaso espiritual, ℟  rogai por nós.
- Tabernáculo da eterna glória, ℟  rogai por nós.
- Moradia consagrada a Deus, ℟  rogai por nós.
- Rosa mística, ℟  rogai por nós.
- Torre de Davi, ℟  rogai por nós.
- Torre de marfim, ℟  rogai por nós.
- Casa de ouro, ℟  rogai por nós.
- Arca da aliança, ℟  rogai por nós.
- Porta do céu, ℟  rogai por nós.
- Estrela da manhã, ℟  rogai por nós.
- Saúde dos enfermos, ℟  rogai por nós.
- Refúgio dos pecadores, ℟  rogai por nós.
- Socorro dos migrantes, ℟  rogai por nós.
- Consoladora dos aflitos, ℟  rogai por nós.
- Auxílio dos cristãos, ℟  rogai por nós.
- Rainha dos Anjos, ℟  rogai por nós.
- Rainha dos Patriarcas, ℟  rogai por nós.
- Rainha dos Profetas, ℟  rogai por nós.
- Rainha dos Apóstolos, ℟  rogai por nós.
- Rainha dos Mártires, ℟  rogai por nós.
- Rainha dos confessores da fé, ℟  rogai por nós.
- Rainha das Virgens, ℟  rogai por nós.
- Rainha de todos os Santos, ℟  rogai por nós.
- Rainha concebida sem pecado original, ℟  rogai por nós.
- Rainha assunta ao céu, ℟  rogai por nós.
- Rainha do santo Rosário, ℟  rogai por nós.
- Rainha da família, ℟  rogai por nós.
- Rainha da paz, ℟  rogai por nós.

### IV - Invocação de Cristo,Cordeiro de Deus
- Cordeiro de Deus, que tirais os pecados do mundo, ℟ perdoai-nos, Senhor.
- Cordeiro de Deus, que tirais os pecados do mundo, ℟ ouvi-nos, Senhor.
- Cordeiro de Deus, que tirais os pecados do mundo, ℟ tende piedade de nós.
- Rogai por nós, santa Mãe de Deus, ℟ Para que sejamos dignos das promessas de Cristo.

- Oremos. Senhor Deus, nós Vos suplicamos que concedais a vossos servos lograr perpétua saúde de alma e corpo; e que, pela gloriosa intercessão da bem-aventurada sempre Virgem Maria, sejamos livres da presente tristeza e gozemos da eterna alegria. Por Cristo Nosso Senhor.
- ℟ Amém.

### V - Antífona Mariana
Apesar de não fazer parte da Ladainha Lauretana, é tradicional o uso da oração Sub tuum praesidium após sua oração. Trata-se do hino mais antigo destinado à Maria:
À vossa proteção recorremos, Santa Mãe de Deus; não desprezeis as nossas súplicas em nossas necessidades; mas livrai-nos sempre de todos os perigos, ó Virgem gloriosa e bendita.
Amém.

## Significados dos Títulos
Ao longo dos séculos diversos teólogos e historiadores da Igreja dedicaram obras no sentido de esclarecer o sentido dos títulos atribuídos à Maria de Nazaré. Na Ladainha Lauretana constam alguns. Recentemente o Papa Francisco acrescentou 3 novas invocações na Ladainha.

### Santa Maria

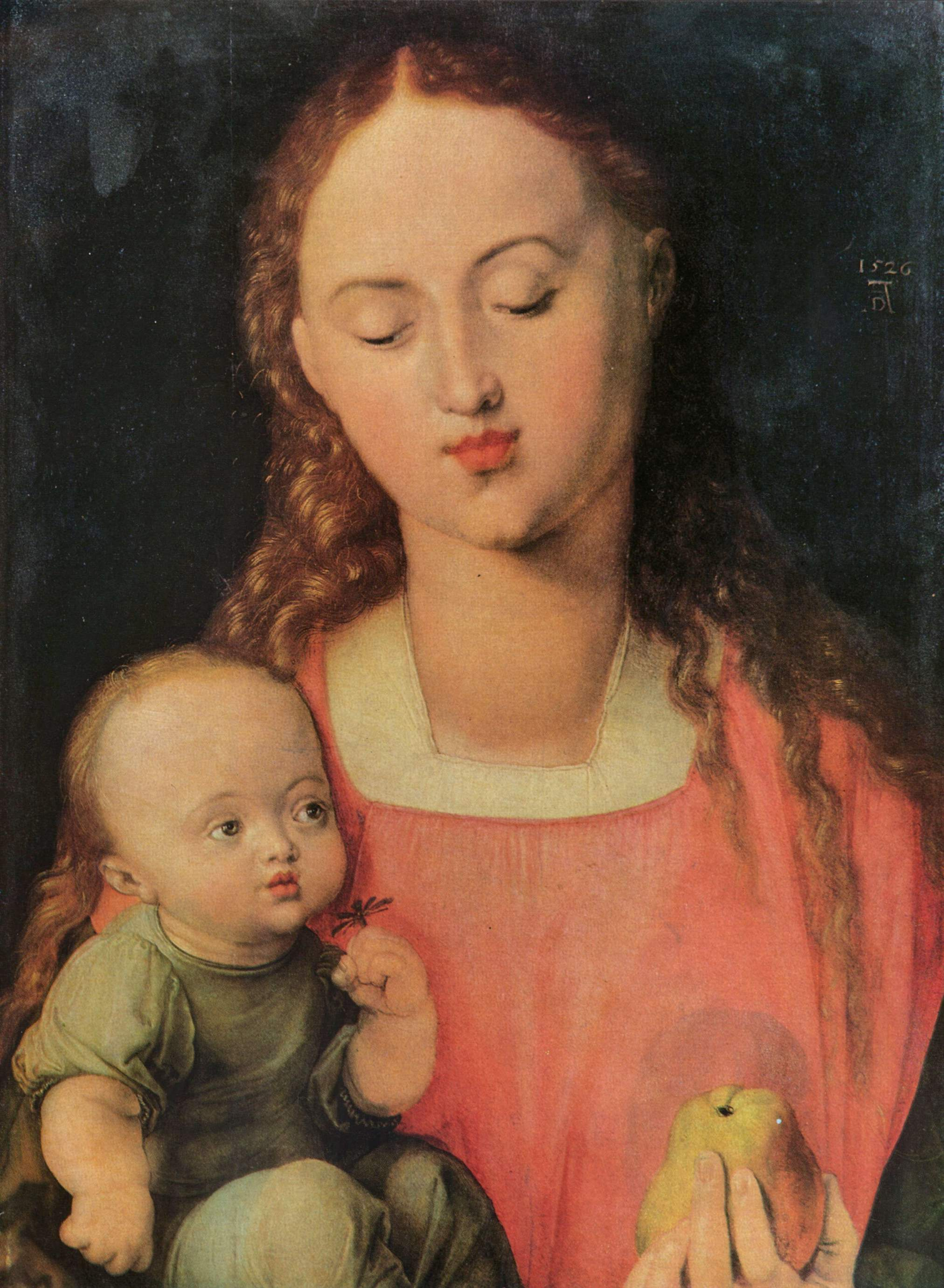
Maria com o Jesus infante. Obra de Dürer

Santo na perspectiva da religiosidade cristã é o que está profundamente ligado a Deus. Considera-se no Catolicismo que ninguém mais que a Mãe de Jesus Cristo, e por isto tem um culto especial na Igreja Católica e na Igreja Ortodoxa chamado Hiperdulia.
No sentido bíblico, a palavra santo, explica Vaz, é a pessoa ou o objeto separado para o uso sagrado, diferenciando-se do profano. A palavra bíblica kadosh significa aquele ou aquilo que Deus reservou para si.
O próprio reformador protestante Martinho Lutero dedicou um tratado sobre a santidade e divina maternidade de Maria, da qual foi profundo devoto, enaltecendo sua figura ímpar no Cristianismo. 
Padre Antônio Vieira se pergunta: Por que na História dos Cantares perguntam os anjos tantas vezes quem é Maria?. A resposta, disse, está no evangelista Lucas - Et nomem Virginis Maria: «E o nome da virgem era Maria.» (Lucas 1:26–27). O famoso orador português católico, em seu panegírico, não poupa elogios à santidade de Maria, mãe de Jesus, e enumera muitas passagens bíblicas para justificar.
Nos escritos bíblicos é o próprio Deus que se dirige a Maria pelas palavras do Anjo Gabriel reservando-a para si: Alegra-te, cheia de graça, o Senhor é contigo, segundo escrito pelo Evangelista Lucas, acrescentando, «Não temas, Maria! Pois achaste graça diante de Deus.» (Lucas 1:28-30).
A origem deste nome, contudo, é obscura até hoje. Há dezenas de hipóteses formuladas, mas, os etimologistas ainda não chegaram a um consenso.

### Santa Mãe de Deus
Mãe de Deus, ou Theotókos, em Língua Grega, e Teótoco, em Língua Portuguesa é um dos títulos dado a Maria. É usado especialmente na Igreja Católica e na Ortodoxa. A tradução do grego para o Português incluiu, ainda, "portadora de Deus". Diversos Padres da Igreja nos primeiros séculos do Cristianismo defenderam Maria como a Teótoco, como Orígenes (254), Santo Atanásio (330) e São João Crisóstomo (400). O Primeiro Concílio de Éfeso decretou esta doutrina dogmaticamente em 431.

### Santa Virgem das virgens
O teólogo José Carlos de Lima Vaz afirmou que tal invocação "é uma das mais ricas em significado entre aquelas com que a Santa Igreja venera Maria Santíssima¨ nesta ladainha. Outros autores disseram que é "como o descortinar de um horizonte novo, de onde procede luz puríssima que ilumina toda a vida humana dando-lhe aspecto novo¨. Uma mulher que sendo mãe preservou a virgindade é um dos temas mais envolventes e discutidos na Teologia e História das Religiões. "Virgem das virgens", ou "Rei dos reis", são expressões com que os orientais expressam o superlativo — a "supervirgem", ou o "super-rei". Acima de qualquer outro(a). «Eis que uma virgem conceberá e dará à luz um Filho ao qual chamará Emanuel, que siginifica Deus-conosco» (Matheus 1:23) citando Isaías 7:14. Isto sempre esteve presente na tradição do chamado Povo Eleito.

### Mãe deCristo
Besadonna e Santarelli argumentam que alcunhar Maria desta forma é o único modo de dizer em poucas palavras todo o mistério divino oculto nessa mulher "humilde e mais alta que toda criatura", mulher como todas as mulheres, mulher única em toda a história da humanidade.
Newman salienta que Jesus era chamado o Cristo ou o Messias pelos profetas e pelo povo judeu e que as duas palavras têm o mesmo sentido: "o ungido".
De fato, acentua Rangel, que "Cristo" deriva de crisma, e que crisma significa (em grego) "unção". O "ungido" do Senhor, portanto, é uma pessoa marcada por Deus, e para Deus. A unção (dos reis, dos profetas) era um sinal de que Deus tinha escolhido e "marcado" espiritualmente alguém para uma missão. Não uma missão passageira, da qual alguém se desincumbe, e acaba. Mas uma missão definitiva, que faz parte do próprio destino, da própria personalidade desse alguém. Foi assim que Jesus, segundo o teólogo, que o Salvador, o "ungido", o "marcado" para a morte e a vitória sobre a morte, a fim de realizar a libertação definitiva dos homens, se tornou o Cristo. E Maria é a mãe desse Cristo, conscientemente.

### Mãe de Igreja

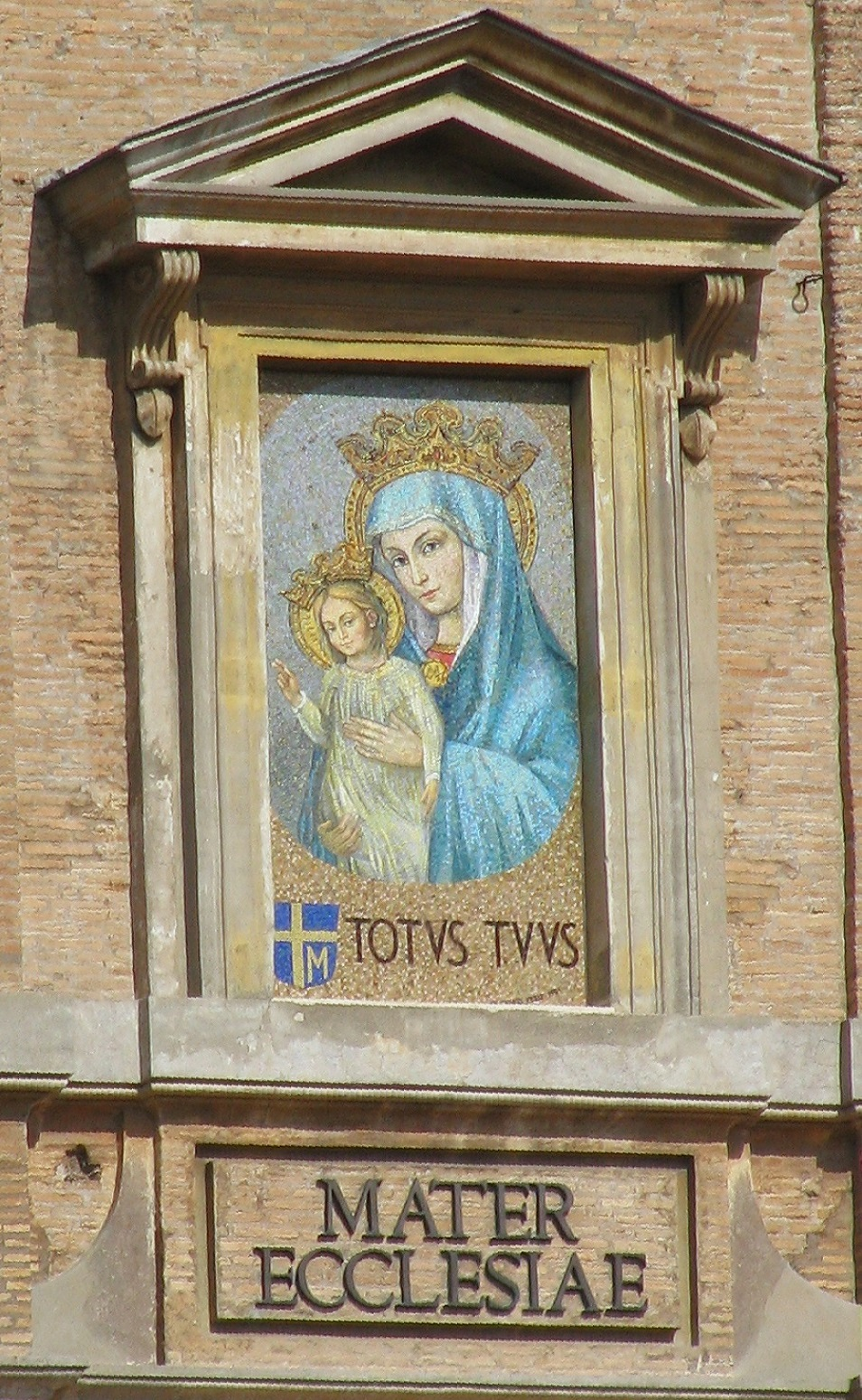
Mater Ecclesiae - Mosaico na Praça de São Pedro

Mãe da Igreja (latim: Maria, Mater Ecclesiae) é um título, oficialmente dado à Virgem Maria durante o Concílio Vaticano II pelo Papa Paulo VI. O título foi utilizado pela primeira vez por Santo Ambrósio de Milão (338–397) e redescoberto por Hugo Rahner, um jesuíta irmão de Karl Rahner.
Maria é vista como mãe da Igreja e de todos os seus membros, ou seja, todos os cristãos, pois os cristãos na Bíblia são parte do corpo de Cristo, a Igreja. Eles, portanto, compartilham com Cristo a paternidade de Deus e também a maternidade de Maria. Mais uma vez, no Novo Testamento, (João 19:26–27) o apóstolo João diz que Jesus na cruz é filho de Maria. O Catecismo da Igreja Católica afirma:
| “ | A Virgem Maria... É reconhecida e honrada como sendo verdadeiramente a Mãe de Deus e do Redentor.... Ela é «claramente a mãe dos membros de Cristo... Maria, Mãe de Cristo, Mãe da Igreja. | ” |
|   | — Catecismo da Igreja Católica. |   |

Informa o Frei Clarêncio Neotti, OFM, que a Igreja sempre venerou Maria como sua mãe, mesmo por uma razão lógica: "ela é a Mãe de Jesus, cabeça da Igreja e a Igreja é o corpo místico de Cristo, princípio e primogênito de todas as criaturas celestes e terrestres (Ef 1,18)". No pleno Concílio Ecumênico Vaticano II, no dia 21 de novembro de 1964, o Papa Paulo VI deu solenemente a Maria o título de “Mãe da Igreja”.
Na ocasião, os bispos do mundo acabavam de assinar a Constituição Dogmática Lumen Gentium que o Papa promulgou.

### Mãe da Misericórdia
Mãe da Misericórdia (latim: “Mater Misericordiae”) é um dos títulos atribuídos a Maria e que foram acrescentados à Ladainha Lauretana pelo Papa Francisco. A invocação, contudo, é de longa tradição, e é a primeira presente no hino mariano Salve Regina.
Maria, na Tradição Católica, é, simultaneamente, Filha e Mãe da Misericórdia.
Oficialmente a Igreja Católica aprovou em 15 de agosto de 1986 o formulário da Missa Votiva “Santa Maria, Rainha e Mãe de Misericórdia”, marco para a história desta veneração. Em 30 de novembro de 1980 o Papa João Paulo II havia destacado na Encíclica Dives in Misericordia que Maria é a “pessoa que conhece mais a fundo o mistério da misericórdia divina” (n. 9). Anos depois o Catecismo da Igreja Católica (1997) dirá que ao rezar na Ave-Maria: “rogai por nós, pecadores”, recorre-se à “Mãe da Misericórdia” (n. 2677).

### Mãe da Divina Graça
"O que pode significar Mãe da Divina Graça (Latim: Mater Divinae Gratiae)?" Pergunta-se o teólogo Paschoal Rangel. E afirma que, antes de tudo, porque Maria é a Mãe de Jesus, a quem o Apóstolo chamou, não só de autor da graça, mas com o próprio nome de graça: "Apareceu-nos a graça de Deus, nosso Salvador" (Tito 2: 11). Mas também porque ela mesma estava toda inundada de graça: "Ave, ó cheia de graça" — lhe disse o Anjo da Anunciação. A expressão "Mãe da Graça" é um hebraísmo, uma maneira de dizer própria dos hebreus, para indicar algo muito forte, como essa plenitude de que falou o Anjo Gabriel, segundo as Sagradas Escrituras (Lucas 1: 29).
Graça é um conceito teológico fortemente enraizado no Judaísmo e no Cristianismo, definido como um dom gratuito e sobrenatural dado por Deus para conceder à humanidade todos os bens necessários à sua existência e à sua salvação. Esta dádiva é motivada unicamente pela misericórdia e amor de Deus à humanidade, logo, movida por Sua iniciativa própria, ainda que seja em resposta a algum pedido a Ele dirigido. E também por esta razão, a Graça é um favor imerecido pelo Homem, mas sim fruto da misericórdia e amor divinos.

### Mãe da Esperança
Mãe da Esperança (Latim: Mater Spei) é a segunda das três invocações incluídas pelo Papa Francisco na Ladainha Lauretana. Considerando que Maria é "o ícone mais expressivo da esperança cristã" e que "toda a sua vida é um conjunto de atitudes de esperança, a partir do «sim» proferido no momento da Anunciação".
Dom Alberto Taveira Corrêa afirma, em artigo publicado pela Conferência Nacional dos Bispos do Brasil que em "Maria, a jovem, encontra-se a realização da fé, da esperança e da caridade! A ela se aplica a palavra: “Sou a mãe do belo Amor e do Temor, do Conhecimento e da santa Esperança” (Eclo 24, 24). Aquela que “acreditou”, comprometendo toda a sua vida com o plano de Deus, contribuiu pessoalmente para a grande virada da história da humanidade".

### Mãe Puríssima
Mãe Puríssima (Latim: Mater Purissima). "A Ladainha de Nossa Senhora é mais do que uma prece, é uma lista de valores humanos fundamentais", diz João Carlos de Almeida, ao refletir sobre esta invocação à Virgem Maria.
O teólogo Paschoal Rangel afirma que esta invocação parece referir-se a algo tão claro que não precisa de explicação. Entretanto, elucida mais. A palavra "puro", segundo ele, "inclui o sentido de simplicidade, o inteiramente uno, o contrário de duplicidade, a sinceridade, o imisturado, o não composto. A negação (não-composto, imisturado) são o preço que nossa pobre língua paga na hora de dizer ou tentar dizer as coisas mais positivas, mais plenas, de uma afirmatividade e plenitude que superam demais nosso modo de pensar e falar. Puro é a integridade, o que é só e inteiramente aquilo que é".
Na visão de um prelado católico, Dom Vaz, a pureza do olhar e a pureza do coração, é "essencial para ver a Deus, para conhecer sua manifestação entre nós como Filho de Deus feito Homem e para acolher seu dom que é o Espírito Santo".

### Mãe Castíssitma
Mãe Castíssima (Latim: Mater Castissima). A palavra “casto”, explica o teólogo Paschoal Rangel, parece vir de “kestós” em grego, que admitia uma variante “kastós” (desusada), do verbo “kátzein”, e significava “bordado”, “entrelaçado”, “ornamentado”. Daí veio “cesto” de vime ou de pano, todo trançado e enfeitado. O homem seria “casto”, na medida em que estivesse “ornado” de virtudes, de verdade, de pureza. Com o correr do tempo, dizem os etimologistas, parece ter havido uma contaminação semântica, isto é, houve uma aproximação com um outro adjetivo "castus”, proveniente do verbo “cáreo” (de carere), que indica falta, carência, abstinência. Aquilo que era casto por se ornado, começou a ser casto também por ser trabalhado, “castigado” pelas mãos do trabalhador que entrelaçava o vime, os fios. Foi com este sentido que “casto” passou para a linguagem religiosa: casto é aquele que Deus trabalha, ornamenta, torna perfeito, mas exigindo dele que se “castigue”, como se castiga o estilo, para torná-lo sem excessos, enxuto, castiço. Então, o homem casto pode oferecer-se a Deus, purificado, sem vícios, sem as gorduras das paixões, abstinente. Há em latim o substantivo “castus, us”, que significa exatamente “culto”, “rito”. O casto vira hóstia, oferenda agradável ao Senhor.
É assim que Maria é Virgem castíssima, hóstia cheia de amor, sem nenhum sinal de impureza, trabalhada pelo Espírito Santo que, com seus dedos divinos, fez dela uma coisa tão bela que pode enfeitar a casa de Deus. A castidade, na Bíblia, indica não só a pureza em relação ao sexo, mas a pureza espiritual (2 Cor 11,2), a pureza em relação à verdade, afastada de toda mentira (Sl 11,17): “As palavras do Senhor são palavras castas”, isto é, imunes de qualquer falsidade, sem nenhum engano, palavras que se cumprirão.
A castidade, leciona Dom Vaz, é o adorno maior da pureza imaculada da Virgem Maria. Seria preciso, segundo este teólogo, que fosse absolutamente casto, puro, sem qualquer mancha de pecado, o corpo virginal d'Aquela que Deus escolheu para Mãe de seu Filho feito homem. Portanto, ela deveria ter a exigência de santidade que está vinculada à presença divina e à manifestação de sua glória.

### Mãe sempre Virgem
Mãe sempre Virgem (Latim Mater Inviolata).
A tradição cristã sempre saudou e venerou Maria como a virgem por antonomásia, a sempre virgem, a mulher que viveu a maternidade na plena virgindade, "a mulher que pôde oferecer a Deus o próprio corpo para que se tornasse templo santo no sentido mais verdadeiro e concreto".

### Mãe Imaculada
Mãe Imaculada (Latim: Mater Intemerata). Desde o primeiro momento de sua existência, afirma Dom Vaz, Maria é a imaculada, a toda pura, Aquela que foi saudada pelo Anjo da Anunciação como a cheia de graça (Lc 1, 28). Na versão em latim da Ladainha Lauretana, o termo que foi traduzido para a Língua Portuguesa como “imaculada” é “intemerata”. Pe Paschoal Rangel nos ensina que este termo, “intemerato”, significa intacto, intocado, íntegro. Maria, diz-nos ele, não é apenas a “não violada”. É a intocada, aquela de quem nenhum mortal se aproximou “temerariamente”, isto é, atrevidamente. O advérbio latino “témere” (que está presente no “in-temerato”) inclui o significado de levianamente, sem consideração. Maria é aquela que não se pode tratar leviana e desconsideradamente. Ela é “in-temerata”.

### Mãe digna de Amor
Mãe digna de Amor, ou Mãe Amável (Latim: Mater Amabilis), prossegue a Litania Lauretana. Poder-se-ia preencher páginas de citações dos Santos Padres e dos pregadores mais famosos da Igreja, aclamando a "amabilidade" de Nossa Senhora, diz o Padre Paschoal Rangel. Cita São Bernardo de Claraval, monge cistercense e Doutor da Igreja como exemplo: "Ave, cheia de graça. Sim, cheia de graça, porque agradável a Deus, aos anjos e aos homens. Aos homens, por causa de sua fecundidade; aos anjos, por sua virgindade; a Deus, por sua humildade. Ela mesma atesta que Deus olhos para ela, porque viu a sua humildade. O Senhor, de fato, volta seu olhar para os humildes e despreza os soberbos. (…) Podes salvar-te sem a virgindade; não sem a humildade. Eu diria: se perderes a virgindade, a humildade que deplora esta perda, pode agradar a Deus; mas sem a humildade, ouso dizer que nem a virgindade de Maria teria agradado ao Senhor". No mesmo tom, Santo Alberto Magno: "Ela não disse: 'Olhou para a castidade de sua serva'. porque, como lembrou Santo Agostinho, a humildade da Virgem agradou mais a Deus que a castidade. Às vezes, com humildade, mesmo aquele que não foi casto, até então, pode agradar, como aconteceu com aquela mulher pecadora (Lc 7, 37ss). Mas nunca a castidade poderá agradar sem a humildade. Por isso, as virgens insensatas, enfatuadas pelo vazio de sua soberba desagradaram" (Mt 25, 1ss). A humildade seria o que torna as pessoas amáveis.

### Mãe Admirável
Mãe Admirável (Latim: Mater Admirabilis) é uma invocação que se tornou muito popular, atualmente, graças à devoção à Mãe Rainha e Vencedora Três vezes Admirável de Schöenstatt, iniciada por Padre Josef Kentenich, na Alemanha, em 1914.
Segundo o Cardeal Newman, o título de Admirabilis é sugerido qual o efeito de anunciá-la como Imaculada Conceição e, que a Santa Igreja a proclama e a anuncia como concebida sem pecado original, e aqueles que a isso ouvem, maravilham-se, espantam-se e são conquistados pela pregação, tão grande é este privilégio.
"É a admiração que fez nascer a filosofia — ensinava Platão, repetiu-o Aristóteles. Admiração não é apenas o susto, a estupefação diante do inesperado, do superior, do escondido de repente descoberto. É também um sentimento que leva à busca, à investigação, à construção do novo, ao encontro com o Ser em suas origens. Quando a Igreja chama Nossa Senhora de Mãe Admirável é um pouco por tudo isso: ela quer expressar o “espanto” diante de tudo o que Deus fez em Maria. A própria Virgem ficava espantada com as coisas que o Pai realizava nela: “O Senhor fez em mim maravilhas: santo é seu nome”. A liturgia aplica a Nossa Senhora as palavras do Cântico dos Cânticos (9,3), quando o Esposo se refere à Amada: “Minha irmã, minha esposa, tu me feriste o coração”. A tradução grega dos Setenta usa palavras um pouco diferentes e diz: !Tu me deixaste estupefato o coração”. Isto é, meu coração ficou espantadíssimo, atônito, contigo. O espanto, a estupefação é uma forma de intensa admiração".

### Mãe do Bom Conselho

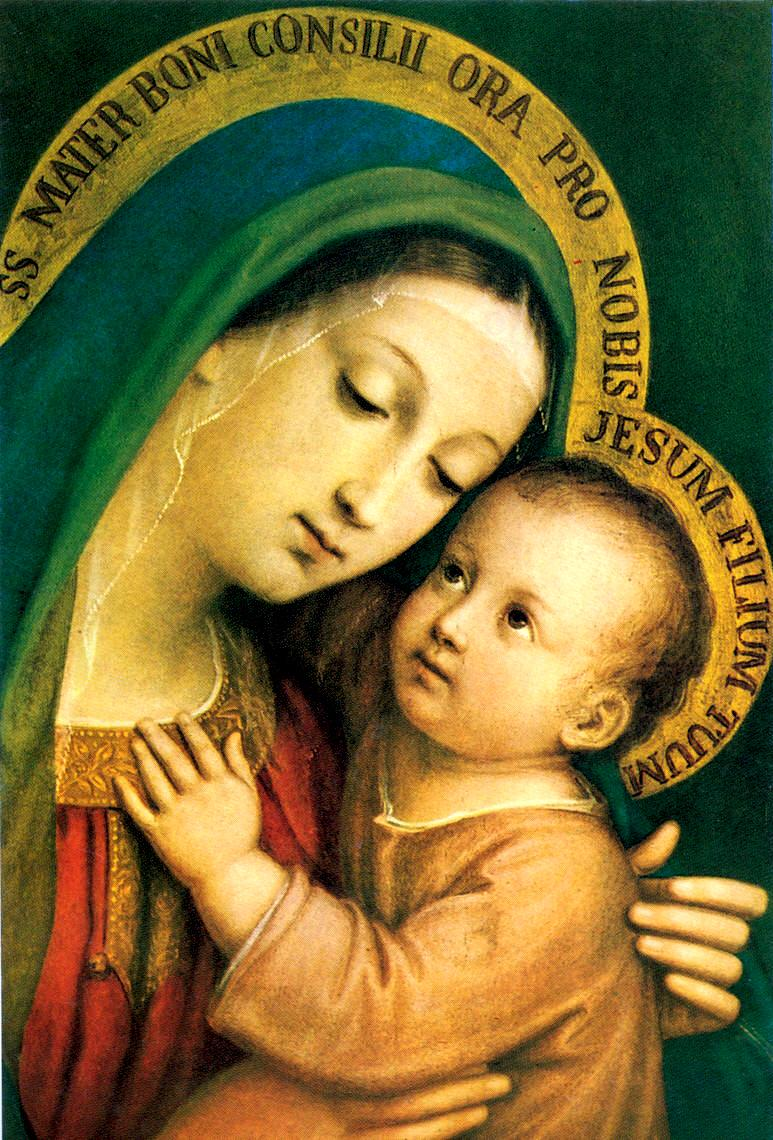
Nossa Senhora do Bom Conselho por Pasquale Sarullo

Mãe do Bom Conselho (Latim: Mater Boni Consilii). Esta invocação foi introduzida na Ladainha Lauretana pelo Papa Leão XIII por um decreto do dia 22 de abril de 1903.
O “conselho” é um dom do Espírito Santo. Um dom especialíssimo, que vem suprir as dúvidas e deficiências da prudência. A prudência é uma grande virtude humana, e pode ser fortalecida pela graça, tornando-se, assim, uma virtude sobrenatural. As virtudes não excluem a natureza do homem; apenas a aperfeiçoam. "E é frequente que, mesmo apoiado pela graça, o homem vacile, tenha medo, se sinta inseguro", afirma o teólogo Paschoal Rangel. É aí que pode agir o dom do Espírito Santo: sob sua ação, desaparecem as dúvidas, caem as barreiras, o homem recebe (gratuitamente) forças e luzes especiais, que o ajudam a viver em plenitude, apesar de todas as dificuldades. O dom específico do “conselho” age na área da virtude da prudência. A prudência, assim, guiaria os homens na hora de agir, fortalecendo e dirigindo dentro da prática cotidiana. Maria, segundo a Tradição Católica, cheia sempre do Espírito Santo, e medianeira, por vontade de Deus, das graças que o Espírito concede, pode alcançar, por sua intercessão, esse dom importantíssimo do conselho. Por isso, é invocada assim: “Mãe do bom conselho, rogai por nós”. Mas “conselho” pode significar também, na Escritura, uma orientação: “A respeito das virgens” — escreveu São Paulo — “dou um conselho” (1 Cor 7,25). Ou então, quer dizer uma capacidade de entender as coisas com sabedoria e clarividência, com uma inteligência que sabe o que importa fazer em circunstâncias concretas. No Livro dos Provérbios se diz: “Meum est consilium”, isto é, “é de mim (da Sabedoria) que vem a orientação segura” (Pr 8,14). Jesus foi chamado pelo Profeta Isaías “Admirável, Conselheiro, Deus” (Is 9,6). Também neste sentido, invocar Maria, como a Mãe do Bom Conselho, a Mãe do Conselheiro Admirável e divino; ou ainda, aquela que, falando no íntimo da consciência, orienta para o bem.
O Conselho é um dos Sete Dons do Espírito Santo. Esses dons, segundo a Doutrina da Igreja Católica são infundidos no Batismo. A presença e a ação do Espírito, segundo a teologia da Igreja, inspirando-se no texto de Isaías (11, 2), enriquece com seus dons, os quais desenvolvem nos fiéis as virtudes fundamentais para que se possa viver a vida divina recebida no ato do Batismo. E Maria, em todos os momentos de sua vida, em suas palavras, em suas atitudes, revela um interior rico da presença e da ação do Espírito Santo, tudo discernindo pelos olhos da fé em Deus e pela confiança inabalável em sua palavra.

### Mãe do Criador
Mãe do Criador (Latim: Mater Creatoris) é consequência de ser mãe de Jesus e, por isso, ser mãe de Deus. Mas, ao afirmar que Maria é mãe do Criador, a grande Tradição Católica pretendia explicitar algumas verdades fundamentais do cristianismo, negadas por várias heresias: os arianos, por exemplo, ensinavam que Jesus, filho de Deus, não era Deus igual ao Pai, e, por isso, não seria Criador, e sim, criatura ele também. Criatura, simples criatura, embora a mais eminente de todas elas.
Este é um título que segue a mesma lógica de Mãe de Deus, afirma Almeida, lembrando que a liturgia começou a invocar Maria com este título, e depois os teólogos vieram descobrir que realmente isso é correto, pois não existe separação entre a natureza humana e a natureza divina de Jesus Cristo, e que, justamente a união entre o divino e o humano, sem separação nem confusão, foi o que tornou possível a salvação.

### Mãe do Salvador
Mãe do Salvador (Latim: Mater Salvatoris). Em hebraico, Jesus quer dizer «Deus salva». Quando da Anunciação, o Anjo Gabriel dá-Lhe como nome próprio o nome de Jesus, o qual exprime, ao mesmo tempo, a sua identidade e a sua missão. Uma vez que «só Deus pode perdoar os pecados» (Mc 2, 7), será Ele quem, em Jesus, seu Filho eterno feito homem, «salvará o seu povo dos seus pecados»(Mt 1, 21). "Em Jesus, Deus recapitula, assim, toda a sua história de salvação em favor dos homens", diz o Catecismo da Igreja Católica.
Invocar Maria como mãe do Salvador leva o cristão a analisar a sua própria realidade de pessoa salva e verificar se sua vida se desdobra segundo as orientações do evangelho, se está buscando a única salvação possível, a que provém de Jesus ressuscitado.

### Virgem Prudentíssima
Virgem Prudentíssima (Latim: Virgo Prudentissima). Neste estágio a Litania Lauretana enuncia uma sequência de epítetos à Mãe de Deus como Virgem. A prudência, escreve o teólogo Paschoal Rangel, é uma virtude capital. São Bernardo dizia que "ela tem as rédeas da afetividade e a direção dos costumes; afastai-a e a virtude se torna um vício". (Sermão 40 in Cant.). São Tomás de Aquino coloca seu estudo, na Suma Teológica, logo após o estudo das virtudes teologais (fé, esperança e caridade), porque a prudência, diz o sábio e santo Doutor, "se mistura com os atos de todas as outras virtudes", pois é ela que nos diz, nos casos concretos, o que está de acordo com os princípios da moral. E ele cita Santo Agostinho: "A prudência é o conhecimento do que se deve desejar ou evitar". Ela é uma virtude moral e intelectual profundamente humana. Mas, quando recebemos a graça de Deus, é iluminada e fortificada por Deus, e pode ainda ser suplementada pelo dom do conselho, um dos dons do Espírito Santo. Em Maria, "cheia de graça", ela existia e se exercitava em grau altíssimo. Comunicava à Virgem um divino discernimento do bem e do mal, do justo e do injusto, do conveniente e do inconveniente, do mais importante e do menos importante, o que a ajudava a escolher o melhor. Isto — é verdade — não impedia que, eventualmente, a própria Mãe de Jesus não acertasse plenamente da primeira vez, como o Evangelho o mostra em alguns casos: por ex., quando se inquietou angustiadamente pela perda de Jesus, que ficara no Templo, enquanto ela e São José voltavam para casa. Jesus lhe disse: "Mas por que vos inquietais? Não sabíeis que devo me ocupar das coisas de meu Pai?" (Lc 2, 49). Ou quando, seguindo a ideia de seus parentes, foi tentar persuadir a Jesus que pregava às multidões, que interrompesse o ministério, e o Filho divino respondeu: "Quem é minha mãe, quem são meus irmãos?" etc (Mt 12, 46-50). Sua prudência, entretanto, a levava imediatamente a reconhecer a vontade de Deus e a colocar-se a serviço dessa vontade, sem nunca reclamar nada. Santo Agostinho disse, certa vez, que "a prudência é um sentimento d'alma ou um movimento interior, pelo qual uma pessoa entende que as coisas eternas são mais importantes, as temporais são inferiores" e, por isso, devem ficar em segundo lugar. O prudente não se precipita, não se deixa levar pelo instinto, pelo primeiro impulso. O prudente reflete, medita, procura ouvir o Senhor que fala ao coração. Dá tempo às palavras e às coisas para que possam se abrir e brotar dentro dele. São Lucas afirma duas vezes que Maria "guardava todas essas coisas, repassando-as no coração" (Lc 2, 19 e 51). As coisas aconteciam e passavam para as outras pessoas. Mas, para Maria, não. Ela as guardava para meditá-las. Há um pensamento bonito do sábio que escreveu o Livro dos Provérbios, assim: "Aplicai-vos, com todo o cuidado possível, à guarda do vosso coração". É exatamente isso que notamos em Maria, segundo os Evangelhos, conclui o teólogo.

### Virgem Venerável
Virgem Venerável (Latim: Virgo Veneranda). O culto que a Igreja Católica presta a Maria difere essencialmente do culto devido a Deus. Esse culto único e exclusivo a Deus, chamado culto de latria, se traduz na atitude interior e exterior de adoração. O Decálogo, tanto na antiga como na nova Lei, reserva a adoração exclusivamente a Deus. Na Igreja Católica a adoração, expressão maior do culto a Deus, é somente dirigida ao Pai, ao Filho e ao Espírito Santo. Todos os outros cultos aos anjos e santos são chamados de dulia e se expressam na atitude de veneração pelo reconhecimento do poder de intercessão junto a Deus e de louvor ao poder divino, cuja graça operou tantas maravilhas nos que foram exímios em cooperar com Ele. No culto de dulia sobressai o culto a Maria, chamado de hiperdulia, em razão de sua posição eminente na obra da salvação — a escolhida entre todas as mulheres para ser a Mãe do Filho de Deus e portanto a criatura humana que ocupa uma posição especial no plano divino da salvação. A veneração a Maria supõe três atitudes fundamentais: o respeito e a reverência, o amor e a gratidão, a invocação de seu poder e a imitação de suas virtudes.

### Virgem Louvável
Virgem Louvável (Latim: Virgem Praedicanda). O termo "louvável" não traduz bem a palavra latina que se encontra na Ladainha, segundo o teólogo Paschoal Rangel. "Praedicanda", escreve ele, vem de "praedicare". Os dicionários explicam que "praedicare" quer dizer proclamar em alta voz, dizer de público diante de testemunhas, exaltar, celebrar. O louvor aqui é público, louvor pregado pelos auto-falantes da história, louvor solene, total. Maria é celebrada pelos céus e pela terra, "de geração em geração", como a própria Virgem disse um dia, inspirada pelo Espírito Santo. Seu louvor será pregado pelos profetas, pelos Santos Padres, pelos Papas, pelo povo fiel, na sua humilde e multitudinária louvação. Seu nome foi semeado pelo mundo afora, nos santuários internacionais, de Lourdes a Fátima, de Czestochowa, Aparecida e Guadalupe a todo o mundo. A Liturgia, oração do povo de Deus; a Liturgia, que foi captando, através das idades, os sentimentos e as devoções populares e as foi filtrando e tornando sempre mais católicas, sem misturas, purificadas dos sincretismos desviantes; a Liturgia acolheu e faz repetir, com palavras da Escritura, um enorme e riquissimamente variegado louvor de Maria. A Bíblia é assim verdadeiramente interpretada (uma interpretação em sentido lato, popular, uma apropriação, mas, sem dúvida, de acordo com o "sensus Eclesiae" — o sentido e sentimento da Igreja — e a "analogia fidei" — a analogia da fé —, em favor da bendição, espalhada por toda parte, da Virgem digna de toda louvação. É assim aplicado à Virgem Maria o Cântico dos Cânticos, o Livro da Sabedoria, os Salmos, as figuras de Ester, de Rute, de Judite. Mas a Bíblia não louva apenas quando proclama. A Bíblia sabe o louvor do silêncio: "Tibi silentium laus" — o silêncio é um louvor para ti. Por isso, escreveu São Tomás de Vilanova: "Os santos evangelistas calam-se sobre os louvores de Maria, porque sua grandeza é indizível. Foi suficiente escreveu: dela nasceu Jesus, que se chama o Cristo".
Há, pois, um louvor no silêncio. Há também um louvor na imitação. O Evangelho, segundo o teólogo, nos deixa Maria como exemplo.

### Virgem Poderosa
Virgem Poderosa (Latim: Virgem Potens). O poder de Maria, diz-nos o teólogo Paschoal Rangel, é "um poder amoroso, só usado para o bem". Um poder, aliás, derivado do poder de Deus, do "encantamento" de Deus, de seu carinho para com Maria. Ele, por assim dizer, "não sabe" negar-lhe coisa alguma. Os santos a chamaram, por isso, "onipotência suplicante". Ela tudo pode naquele que a ama.No primeiro livro dos Reis, um dia, Betsabé, mão de Salomão, se aproxima do rei para pedir-lhe qualquer coisa. Salomão vai ao seu encontro e lhe diz: "Pede, minha mãe, dize o que queres. Não é justo que a despeça descontente" (1R 2,20).
Observa o comentarista que foi Santo Antonino quem evocou este texto, lembrando que Betsabé é figura de Maria. Maria tem um admirável poder sobre o coração de Deus. Com absoluta razão dizia Santo Anselmo, teólogo, e muito mais rigoroso exegeta que Santo Antonino: "Vosso Filho, Nosso Senhor Jesus Cristo, vos concederá, ó Mãe, tudo o que vós quiserdes: ele está sempre disposto a vos ouvir. Basta que vós queirais a nossa salvação. (de Excell Virginis, cit em Z. C. Jourdain, Somme des Grandeurs de Marie, III, p 151). Desde o Gênesis, quando, logo após o pecado de Adão, Deus prometeu o Salvador, prometeu também que ele esmagaria a cabeça da serpente, o Tentador. Uma longa tradição da Igreja (inclusive a Vulgata) traduz o texto do Gênesis, atribuindo a Maria, mãe de Jesus, esse esmagamento do poder do demônio. Essa adaptação do texto bíblico está de acordo com o conjunto da doutrina cristã. Mesmo que seja indiretamente, através da Jesus, a Virgem também esmaga a serpente que tenta morder-lhe o calcanhar. Este esmagar o poder de Satanás revela certamente uma outra face da Virgem poderosa. Por tudo isso, não é sem muitos motivos que a Igreja aplica à Nossa Senhora o texto do Cântico dos Cânticos onde se diz que, diante do adversário da salvação dos homens, Maria é "terrível como um exército em linha de batalha" (Ct 6,3). É assim, esmagando a cabeça da serpente, que Nossa Senhora, em 27 de novembro de 1830, apareceu à Santa Catarina Labouré, pedindo-a que mandasse cunhar uma medalha — que, hoje, é conhecida como Medalha Milagrosa — com tal imagem.
O Beato John Henry Newman, ao comentar este título da Virgem Maria, diz: "Este vasto Universo, que vemos durante o dia e a noite e que é chamado "mundo natural", é governado por leis fixas impostas pelo Criador e, por estas maravilhosas leis, o universo está seguro de qualquer injúria ou perda substancial. Uma parte dele pode conflitar com outra e nele podem ocorrer mudanças internamente. Porém, visto como um todo, ele está adaptado para permanecer para sempre. Desta forma, diz o salmista: "A terra, que com firmeza ele estabeleceu, não será abalada" (Sl 92,1).Tal é o mundo natural; mas existe outro — muito mais extraordinário. Existe um poder que modifica e subjuga este mundo e que altera e modifica suas leis, que pe o mundo dos Anjos e Santos, da Santa Igreja e de seus filhos. A arma com a qual eles dominam estas leis pe o poder da oração. Pela oração tudo isso pode ser feito, o que de forma natural seria impossível. Noé orou, e Deus disse que nunca mais haveria uma inundação para afogar a raça dos homens. Moisés orou, e dez dolorosas pragas recaíram sobre a terra do Egito. Josué orou, e o Sol parou no céu (Js 10,12-13). Samuel orou, e chuvas e trovões vieram para a colheita do trigo (1Sm 12,18). Elias orou, e o fogo caiu do céu (2R 1,10-14). Eliseu orou, e o morto voltou à vida (2R 4,32-36). Ezequias orou, e o grande exército dos Assírios foi castigado e destruído (Is 37).Por isso a Bem-Aventurada Virgem é chamada de Poderosa — e mais, às vezes, Toda Poderosa, porque ela tem, mais do que qualquer um, mais do que os anjos e santos, este grande e predominante dom da oração. Ninguém possui méritos como os dela. A ela, Seu Filho não nega nenhum pedido — e nisso está o seu poder. Enquanto ela defender a Igreja, nem as alturas ou profundezas, nem os homens ou espíritos do mal, nem grandes monarcas, nem habilidade humana, nem a violência popular pode aproveitar-se para nos fazer mal. Pois a vida humana é breve, mas Maria reina para além dela, Rainha para sempre.

### Virgem Clemente
Virgem Clemente (Latim: Virgo Clemens).
Os que têm um pequeno poder, escreve o teólogo Paschoal Rangel, a propósito desta invocação, costumam experimentar a tentação de abusar da força, querendo, quem sabe, provar a si mesmos e aos outros, que são grandes e importantes. Os verdadeiramente grandes e poderosos, ao contrário, podem dar-se ao prazer de ser clementes; eles não precisam de estar provando a toda hora que têm poder. Eles o possuem de tal forma que não experimentam nenhum temor de ficar por baixo, de ser vencidos pelos adversários. Assim é Deus. Vejam como ele estava sempre pronto a voltar atrás nas suas ameaças de castigo, quando os homens mostravam qualquer arrependimento sincero. O Profeta Jonas se sentia ameaçado em seu prestígio de profeta, quando os castigos anunciados por ele não vinham. Deus, não. Maria, Virgem Poderosa, poderosa sem medo, é toda inclinada a perdoar também, a ser misericordiosa, e mesmo a defender seus filhos diante de Deus. "A lei da clemência está em sua boca", diz o Livro dos Provérbios (31, 26). Ela é chamada, na piedade cristã, Arca da Aliança, o arco-íris, que indica a disposição de Deus de fazer cessar todos os dilúvios, todos os castigos. Santa Brígida, famosíssima vidente, diz ter ouvido da própria Virgem Maria que ela protege a humanidade com suas preces, que suas orações se estendem, como um arco-íris, entre as iras de Deus e os pecados do mundo: "Eu estou sobre o mundo em contínua oração, como o arco de Deus sobre as nuvens". E a mesma Santa Brígida conta que ouviu de Jesus estas palavras cheias de mistério: "Sem a intervenção das preces de minha Mãe, não havia esperança de misericórdia".

### Virgem Fiel
Virgem Fiel (Latim: Virgo Fidelis). Em latim se dizia: fidelis, de fides. No latim eclesiástico, fides adquiriu sentido religioso e significa fé, adesão de todo nosso ser a Deus, comprometimento com Ele, entrega total e firmeza, veracidade de nossos desejos mais profundos, capacidade de ir até o fim de nossos compromissos, mesmo que isto custe caro. Assim fé se mistura com fidelidade. E, no fundo, só quem tem fé para valer mesmo, é que é capaz de fidelidade total. Não só porque tem temor de Deus, mas porque confia no poder da graça dele para ir até o fim. Por isso, dificilmente se pode pensar em alguém que alcance a fidelidade da Virgem Maria. Virgem fiel, porque Virgem de fé, mais do que ninguém, como ninguém. Sua fidelidade era, diretamente, para com Deus, mas também para com as missões recebidas dele junto de nós. Ela está comprometida com nossa salvação, já que é a medianeira das graças redentoras.
Este adjetivo refere-se ao fato de ela ser fiel em sua identidade, a seu chamamento e à particularidade de sua vocação de mãe e virgem ao mesmo tempo.
O Antigo Testamento emprega muitas vezes a figura da esposa para indicar o povo eleito. Deus lamenta-se frequentemente da infidelidade de seu povo, convidando-o a uma relação coerente e singular com ele. 
Maria é a mulher fiel. Nasce e cresce no seio desse povo e leva em seu íntimo o anseio de felicidade total e de confiança extremada no Deus da aliança. Ao primeiro anúncio do anjo, só pergunta como pode ocorrer o que se lhe propõe, e depois se oferece com fidelidade total.

### Espelho de Perfeição
Espelho de Perfeição - Espelho de Justiça (Latim: Speculum Justitiae). Espelho é o lugar onde se reflete a imagem de alguém ou alguma coisa. Espelho sem mancha, sem escalavrados, sem rachaduras. É assim que a ideia de espelho se aplica a Maria. É interessante notar que a Igreja e a piedade cristã encontraram uma forma de louvar a Nossa Senhora, baseada nas imagens. A pobre língua humana se sente frequentemente perdida e incapaz de dizer o que sente, o que quer. E o único recurso é deixar-se envolver em imagens. Por isso, a Ladainha de Nossa Senhora vai ingressar, a partir desta invocação, numa série de invocações metafóricas. A primeira é essa do espelho. A Escritura nos ensina que o mundo é imagem de Deus, que os céus "cantam" a sua glória, porque a manifestam, embora num canto silencioso. Já o Apóstolo Paulo escrevia aos Romanos (1, 26) que as criaturas refletiam as perfeições divinas. E o velho "filósofo" ocultista, Hermes Trimegisto, ensinava que o mundo era "o livro da divindade, o espelho das coisas divinas". Se todas as criaturas revelam Deus, nisto ou naquilo, e, por esta razão, podem ser chamadas espelhos de Deus, Maria, diz São Tomás de Aquino, é um espelho especialíssimo: "Os outros santos são exemplos de virtudes particulares: um foi humilde, outro casto, outro misericordioso, e assim nos são oferecidos como exemplos de alguma virtude. Mas, a bem-aventurada Virgem é exemplo de todas as virtudes". Já, neste sentido, "espelho de justiça". Com efeito, o que é justiça na Bíblia? "A justiça é, propriamente, uma justeza, pela qual nossa vontade se ajusta e se conforma à sua regra, isto é, à vontade de Deus que está indicada nos mandamentos e que se cumpre por amor" (Dict. Philologie Sacrée). A justiça, na Bíblia, é tudo aquilo que nos faz justos, justificados, amorosamente unidos a Deus e à sua vontade santificadora. Justiça é retidão de caráter, decisão de não fazer o mal, integridade de costumes. Justiça é agir segundo o direito e o dever, com equidade e vontade de acertar. Justiça é, no sentido da Sagrada Escritura, um resumo, uma síntese de todas as virtudes.
Quando diz que Maria é o "espelho da justiça" a Igreja a está mostrando como modelo perfeito, que reflete em sua vida, sem distorção ou refração, a justiça divina. Intimamente associada à obra da salvação, por livre escolha divina. Maria foi plenamente fiel a essa vocação singular de ser bendita entre as mulheres (Lc 1, 42).

### Sede da Sabedoria

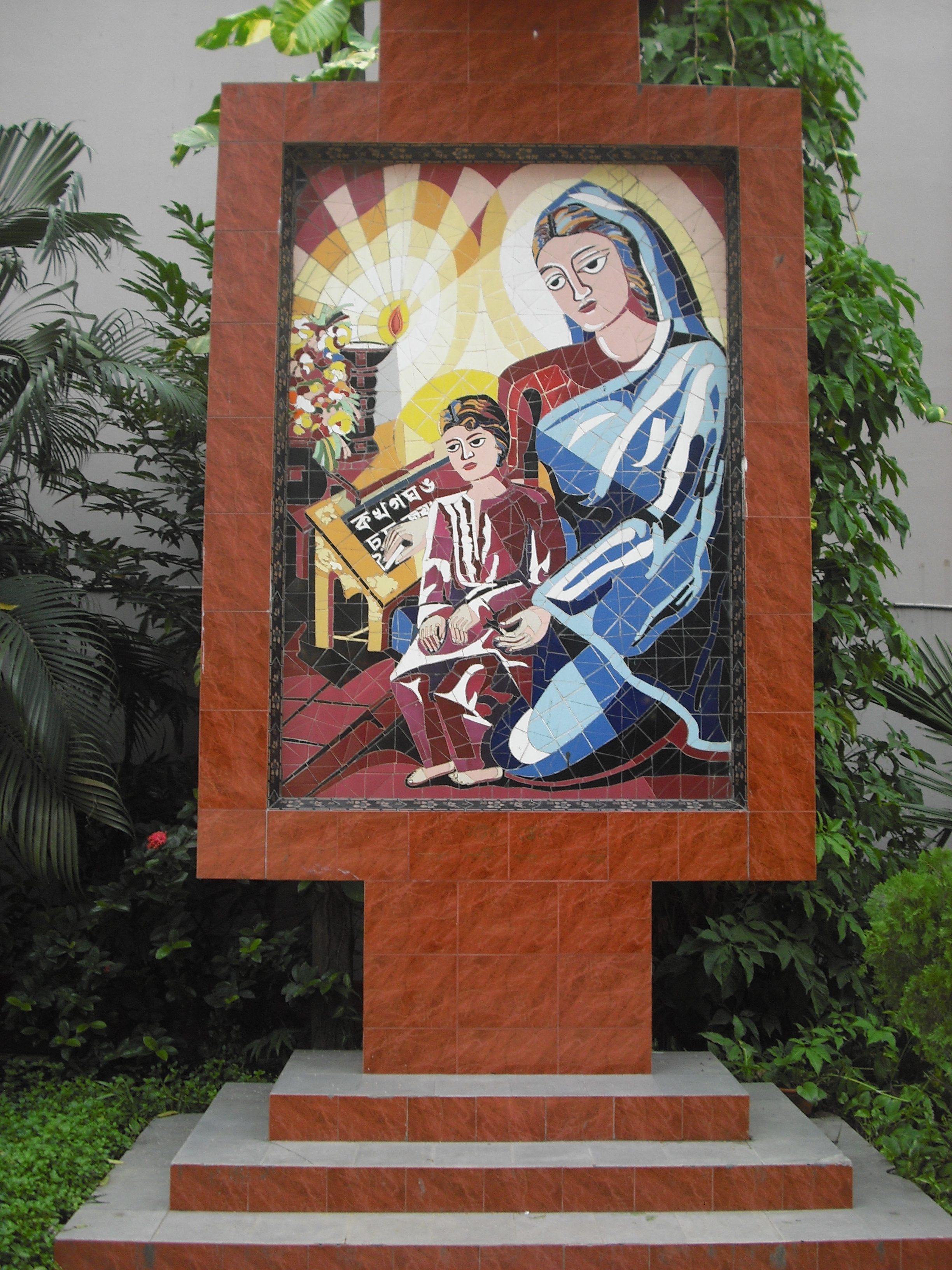
Colagem de Mata Mary no Notre Dame College, Dhaka, simbolizando a Sede da Sabedoria

Sede da Sabedoria (Latim: Sedes Sapientiae). Sede, trono, morada da Sabedoria, lugar onde Deus gosta de ficar e repousar. Lugar onde Ele se mostra aos anjos e santos do modo mais admirável. Os Santos Padres da Igreja, os santos, os grandes pregadores rivalizam uns com os outros, chamando a Virgem "trono da graça" (Pedro Celestino), "trono da divina misericórdia" (São Bernardino), "trono de safira" (São Boaventura), e assim por diante. Esses piedosos pregadores não faziam mais do que aplicar a Maria expressões do Profeta Isaías (16,5), Jeremias (17,12), Ezequiel (5,16). Trono de Deus, lugar onde a misericórdia, a glória, a santidade de Deus como que se assenta e se manifesta aos homens. Aqui, porém, no caso da Ladainha de Nossa Senhora, a Igreja sintetiza isso tudo no título de Trono da Sabedoria. Não a casa da sabedoria humana, mas o Trono da Sabedoria Divina. Quando se procura rastrear no Antigo Testamento a ideia e a imagem da Sabedoria, a gente percebe que, no final da revelação veterotestamentária, a Sabedoria deixa de ser simplesmente o pensamento e os caminhos de Deus, para tornar-se o próprio Deus. Ela é como um outro Ele mesmo, sua companheira desde as origens primordiais, antes que as coisas fossem feitas, estabelecida desde os tempos eternos. Há uma como ambiguidade nas expressões ainda balbuciantes do Livro dos Provérbios (8, 22-31).

### Fonte de Nossa Alegria
Fonte de Nossa Alegria (Latim: Causa Nostrae Laetitiae). Cheia de graça, como lhe disse o anjo, Maria só podia viver na alegria. Em grego, a expressão do Anjo é mais que um simples "Ave". É "claire" = "alegra-te". Virgem alegre, Virgem feliz. Os santos não se cansam de repetir o mesmo refrão: "Salve, ó cheia de graça, que és vaso e receptáculo de alegria", exclama São Gregório Taumaturgo. E São Metódio: "Salve, ó vós que não cessareis jamais de ser a nossa alegria, Santa Mãe de Deus". Alegria nossa, sim. Mas, por que Causa de Nossa Alegria [ou Fonte de Nossa Alegria]? Antes de tudo, porque deu cooperação consciente na obra da Encarnação e Redenção, fontes de tudo o que de melhor nos podia acontecer. Sabemos que não foi ela que nos remiu.

### Vaso Espiritual
Vaso Espiritual (Latim: Vas Spirituale). A Sagrada Escritura usa a palavra "vaso" num duplo sentido: "vasos de morte" (Sl 12,14), "vasos de uma guerra injusta" (Gn 49,50), "vasos de cântico" (Am 6,5). Em todos esses casos, "vasos" significa "instrumento", e melhor se traduziria por esta palavra: "instrumentos" de morte, "instrumentos" de uma guerra injusta, "instrumentos" musicais. Num outro sentido, mais usual em nossa língua, "vaso" é um receptáculo: os eleitos são "vasos de misericórdia" (Rm 9,23), porque contém e carregam em si a misericórdia do Senhor. Mas a Escritura trata igualmente de "vaso" o próprio homem que Deus escolhe como instrumento de sua ação. Assim se diz nos Atos dos Apóstolos, que Deus chamou o Apóstolo Paulo, recém-convertido de "vaso de eleição", ou "vaso escolhido" (At 9,15): "Este homem é para um instrumento escolhido para levar meu nome perante as nações". É certamente como receptáculo escolhido do Espírito que Maria é um "Vaso Espiritual". Mas é também no sentido de "instrumento do Espírito" para a santificação, a espiritualização dos homens. Vaso, ou seja, instrumento de Deus, com a força do Espírito, Maria é também o receptáculo, o reservatório, o vaso mesmo das graças divinas. "Cheia de graça" — disse o Anjo, na Anunciação. São Tomás de Aquino diz que somos "vasos" de Deus, porque saímos de suas mãos de artista. Neste sentido ainda, Maria é a obra-prima do Deus-artesão.

### Tabernáculo da Eterna Glória
Vaso Honorífico, Vaso Honorável, Tabernáculo da Eterna Glória, são algumas traduções correspondentes a esta invocação, em Latim: Vas Honorabile.
Maria é o lugar da presença de Jesus e consequentemente local onde é possível encontrá-lo e cultivar intimidade com ele.
Maria, a mãe de Jesus, aquela que aceitou a proposta de Deus e ofereceu sua pessoa para que acontecesse seu encontro com o homem, encontro não episódico mas definitivo, para que pudesse nascer um homem que também fosse Deus. Maria, portanto, é "tabernáculo da glória de Deus" e emanam de sua pessoa luz e força que vêm do próprio Deus. A devoção a Maria não termina em sua pessoa mas alcança o próprio Deus que está presente nela. Ainda que não possa faltar a contemplação dela, de sua grandeza e suas virtudes, bem como o desejo de comunhão com ela, ainda que o fascínio de sua pessoa atraia os que buscam verdade e beleza, justiça e santidade, a devoção mariana é e continuará sempre a ser modo e meio de chegar à intimidade com Deus.

### Moradia Consagrada a Deus
Moradia Consagrada a Deus (Latim: Vas Insigne Devotionis). Há traduções da Ladainha Lauretana para a Língua Portuguesa que apresentam esta invocação, Vas Insigne Devotiones, como "Moradia Consagrada a Deus". É assim, v.g., que aparece no página do Vaticano. E "moradia consagrada a Deus", habitação quo o Filho de Deus escolheu para ocupar fisicamente por nove meses antes de nascer em Belém. O próprio Deus escolheu essa mulher para fazê-la sua moradia..
Insigne é um adjetivo que contém duas raízes: in (em), que inclui o sentido de entranhamento, de estar dentro de; e signum (que significa "sinal", "marca", "bandeira"). Portanto, um "vaso insigne" é uma obra de arte assinalável, que chama a atenção por sua riqueza e esplendor. Maria é, na Igreja, um sinal especialíssimo em que Deus deixou a sua marca; que mostra o poder do amor e o carinho do Pai e reflete sua Beleza. Não admira o entusiasmo dos santos diante dela: "Prodígio celeste, espetáculo sacratíssimo" — exclama Inácio de Antioquia, e São Jerônimo diz que "A graça foi dada aos outros parcialmente; em Maria, ao contrário, a plenitude da graça se despejou inteira". "Devoção" — explica São Tomás de Aquino — "é um ato especial da vontade, desimpedida e preparada para fazer tudo o que se relaciona com a vontade e o serviço de Deus". Devoção é devotamento, entrega total de nós mesmos, disponibilidade tal que a gente esteja pronto a dar a vida pelo Senhor.

### Rosa Mística
"Maria é a mais bela flor que jamais foi vista no mundo espiritual", escreve o Beato John Henry Newman. "Ela é Rainha das flores espirituais e, portanto, é chamada Rosa, pois a rosa é, apropriadamente denominada, a mais bela de todas as flores. Mas além disso, ela é a Rosa Mística, ou oculta, pois "místico" denota o misterioso e oculto".

### Torre de David
Uma torre, em sua ideia mais simples, aponta o Beato Newman, "é uma estrutura feita para a defesa contra os inimigos. Davi, rei de Israel, construiu para este fim uma torre notável. Assim como ele é a imagem ou modelo de Nosso Senhor, assim sua torre é uma imagem que simboliza a Virgem Mãe de Nosso Senhor".

### Torre de Marfim
Nas tradições judaico e cristã, a expressão Torre de Marfim (em Latim Turris Eburnea) é um símbolo de nobre pureza. Originou-se no Cântico dos Cânticos (7:4) ("Seu pescoço é como uma torre de marfim") e foi acrescentado aos epítetos da Virgem Maria na Ladainha Lauretana do século XVI. Trata-se de um texto atribuído ao Rei Salomão e qye canta o amor humano de maneira nua e crua. Grandes místicos cristãos, como São João da Cruz, utilizaram estes versículos como uma forma de experimentar de maneira bastante profunda os mistérios do amor de Deus.

### Casa de Ouro
Casa de Ouro (Latim: Domus Aurea) é uma referência, segundo o teólogo Paschoal Rangel, ao Templo de Salomão. É do Templo que se diz no Primeiro Livro dos Reis (6,22): "Não havia nada no Templo que não estivesse coberto de ouro". Era, pois, a "Casa de Ouro", ou a "Casa Dourada", onde ficava o Santo dos Santos e era guardada a Arca da Aliança . Com efeito, na Tradição Católica a Virgem Maria é considerada a Nova Arca da Aliança e o Tabernáculo da Eterna Glória.

### Arca da Aliança
Depois de invocar a Virgem Maria como "Casa de Ouro" equiparando-a alegoricamente ao Templo de Salomão a Ladainha prossegue equiparando-a à Arca da Aliança (em Latim: Fœderis Arca). Ela "é o símbolo da presença de Deus no meio do seu povo. Mas o símbolo já cedeu o lugar à realidade. Assim, o Novo Testamento diz-nos que a verdadeira arca da aliança é uma pessoa viva e concreta: é a Virgem Maria. Deus não habita num móvel, mas sim numa pessoa, num coração: Maria, Aquela que trouxe no seu ventre o Filho eterno de Deus que se fez homem, Jesus, nosso Senhor e Salvador", escreveu o Papa Bento XVI.

### Porta do Céu
A Virgem Maria é chamada Porta do Céu (Latim Janua Coeli) pois, segundo o Beato Newman, "foi através dela que Nosso Senhor passou do céu à terra". "Porta do Céu", "porque d'Ela amanou toda a graça criada e Incriada que veio ou há de vir alguma vez ao mundo", diz-nos Santo Alberto Magno. "Ela é Mãe de todo o bem, Mãe da graça, Mãe de misericórdia. D'Ela brotou e fluiu para o mundo, como por um aqueduto, a própria Graça Incriada".

### Estrela da Manhã
"A piedade esclarecida dos Santos Doutores e Padres da Igreja se ajunta aqui à devoção popular pra atribuir a Maria o título de Estrela", escreve o teólogo Paschoal Rangel. Chamam-na também Estrela da Tarde ou Estrela do Mar. Estrela da Manhá ela é, astro da aurora, núncio do dia, suave luz do crepúsculo matinal, que não dói nos olhos, companheira das madrugadas, esperança de ressurreições. "A Estrela d'Alva lembra Nossa Senhora, que anuncia o Sol da Justiça, Cristo Jesus; que o prepara, que vai acostumando os homens à forte luz da Verdade total".

### Saúde dos Enfermos
Saúde dos Enfermos (em Latim: Salus Infirmorum), prossegue a Ladainha. "Doente é aquele que está sentindo dor (dolens, dolentis, dizia o latim). O enfermo é o que não está firme, o fraco ou enfraquecido (de infirmus, ou seja in= não + firmus = firme). Ora, quem está fraco precisa de força, de alguém que o apoie. É um pouco nesse sentido que o homem (ser humano), reconhecendo sua insegurança, seu enfraquecimento, sente que tem de buscar apoio de Deus. Quando alguém procura sustentar-se num santo ou em Maria, é ainda em Deus que ele se apoia, já que os santos ou Maria Santíssima só podem ajudar-nos com a força de Deus, por estarem em união com Deus", escreve Paschoal Rangel

### Refúgio dos Pecadores
Na tradição católica romana, Eva é considerada a responsável pelo sofrimento dos humanos desde sua queda e expulsão do paraíso, enquanto a Virgem Maria é vista como a fonte de toda cura. Ela é a nova Eva, que não pode eliminar o dano criado por Eva, mas limitá-lo. Sua plenitude de graça, sua posição entre os discípulos de Cristo e seu título de Mãe de Deus são vistos como garantias de que a Virgem Maria é uma intercessora poderosa.. De fato, na Teologia Católica, a Virgem Maria é considerada Corredentora e Medianeira de Todas as Graças, uma mediadora de graças e bençãos através de Jesus.

### Socorro dos Migrantes
Socorro dos Migrantes, ou Consoladora dos Migrantes (em Latim: Solacium Migrantium) foi um dos três títulos inclusos na Ladainha pelo Papa Francisco, em Junho de 2020.
"Não é de hoje que o fenômeno da (i)migração acontece. A própria Virgem Santíssima, além de tantas caminhadas e peregrinações que realizou (como na Visitação a Isabel ou nas idas a Jerusalém com sua família)" teve de fugir às pressas com Jesus e José para o Egito (cf. Mt 2,13-23)"..

### Consoladora dos Aflitos
Consoladora dos Aflitos (Latim: Consolatrix Afflictorum) é um dos Títulos de Maria que foi muito difundido devido a Ordem de Santo Agostinho. "Santa Mônica, aflita e desolada por causa da vida desregrada e dos desvarios de seu filho Agostinho, recorreu à intercessão de Nossa Senhora da Consolação, e pouco depois teve a suprema alegria de vê-lo convertido em fervoroso católico. Agostinho tornou-se um dos maiores santos da Igreja, e escolheu como protetora da Ordem que fundou aquela que é a Consoladora dos Aflitos, a Senhora da Consolação e incumbiu seus filhos espirituais de divulgar essa devoção. A devoção a Nossa Senhora da Consolação foi aprovada pelo Papa Gregório XIII, em 1577.

### Auxílio dos Cristãos

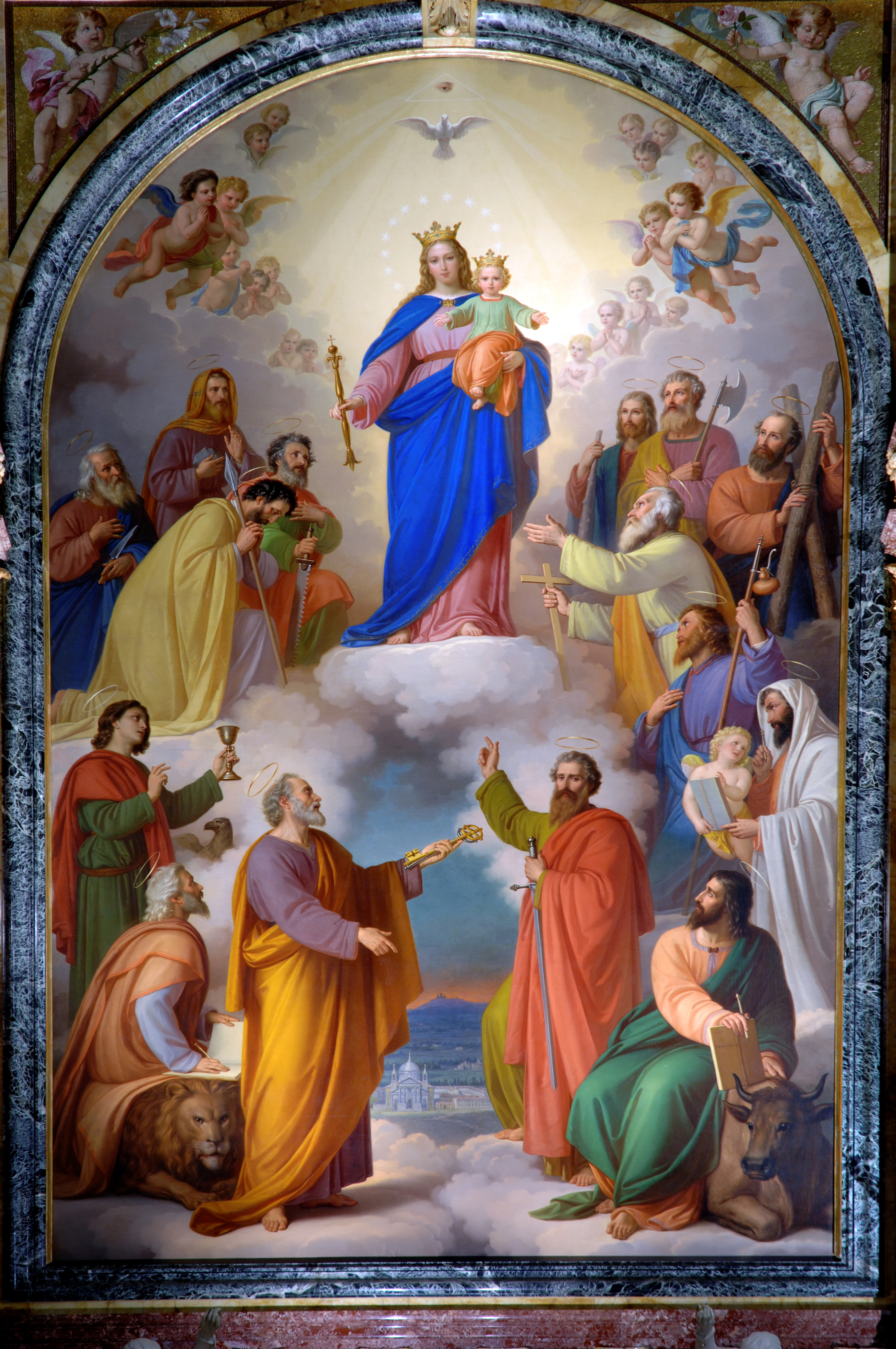
Nossa Senhora Auxiliadora

Auxílio dos Cristãos (em Latim: Auxilium Christianorum) é um título da Virgem Maria incluso na Ladainha Lauretana pelo Papa São Pio V, após a vitória dos cristãos sobre os muçulmanos na batalha nas águas de Lepanto, em 1571. É uma invocação bastante difundida, particularmente, pela Ordem Salesiana em função do seu fundador São João Bosco, que atribui à Ela toda a sua obra.

### Rainha dos Anjos
Rainha dos Anjos (em Latim: Regina Angelorum). A partir deste pondo a Ladainha reverbera uma série de epítetos à Virgem Maria como Rainha. O Beato John Henry Newman assinala que este grande título de Maria, Rainha dos Anjos, pode ser perfeitamente associado à Maternidade de Maria, ou seja, "com a vida sobre ela, em Nazaré, do Espírito Santo, após a anunciação do anjo Gabriel e com o consequente nascimento de Nosso Senhor, em Belém". E continua: "Ela, como Mãe de Nosso Senhor, torna-se a mais próxima a Ele do que qualquer anjo, mais próxima mesmmo que o serafim que O rodeia e clama continuamente> "Santo, Santo, Santo".

### Rainha dos Patriarcas
Patriarcas são, na Sagrada Escritura e na Tradição Católica, os primeiros "pais" do gênero humano. São aqueles que "tiveram uma influência decisiva na história da Salvação". Homens como Adão, Enoque, Noé, Abraão, Isaac, Jacó, José do Egito, etc.

### Rainha dos Profetas
O Padre Paschoal Rangel nos diz que, segundo as Escrituras, "a profecia é um dos dons mais ricos e importantes que um homem possa receber", lembrando que o Apóstolo São Paulo afirmou que "Deus estabeleceu em sua Igreja, primeiro os Apóstolos, em segundo lugar, os Profetas; em terceiro, os Doutores" (1Cor 12,28).

### Rainha dos Apóstolos
Na tradição cristã, apóstolos são missionários, enviados por Jesus para pregar o Evangelho em todo o mundo antigo. Durante a vida e o ministério de Jesus no século I, os apóstolos foram seus seguidores mais próximos e se tornaram os principais pregadores da mensagem de seu evangelho.

### Rainha dos Mártires
Após os apóstolos, os mártires foram a principal coluna de sustentação da fé dos primeiros cristãos. A palavra martyrua, em grego, significa "testemunha". Os mártires foram aqueles que deram testemunho de sua fé com o próprio sangue.

### Rainha dos Confessores da Fé
Confessor ou Confessor da Fé é um título concedido pela Igreja Católica e Igreja Ortodoxa a santos e beatos que não foram martirizados. Historicamente, o título de confessor foi concedido a todos aqueles que sofreram perseguição e tortura pela fé, mas não ao ponto do martírio. Muitas vezes é usado para definir qualquer santo, bem como aqueles que tenham sido declarados abençoados, que não podem ser categorizadas como mártir, apóstolo, evangelista, ou virgem.
A partir do século IV, quando cessram as perseguições contra os cristãos, e, naturalmente, diminuiu o número de mártires, a categoria dos "confessores da fé" começou a ser venerada pelo seu testemunho de santidade.

### Rainha das Virgens
Nas culturas mais antigas, a ideia da virgindade estava muito ligada ao esplendor de uma juventude, a uma vitalidade florescente ou à incorruptibilidade.

### Rainha de todos os Santos
Santo (do termo latino sanctu, "estabelecido segundo a lei", "que se tornou sagrado") é tudo aquilo que é sagrado, ou seja, que está conforme os preceitos religiosos e a divindade.

### Rainha Concebida sem Pecado Original
A Imaculada Conceição ou Imaculada Concepção é um dogma da Igreja Católica que afirma que a Virgem Maria foi preservada do pecado original desde o momento de sua concepção. O dogma diz que, desde o primeiro instante de sua concepção, a Virgem Maria foi preservada por Deus da falta de graça santificante que aflige a humanidade, sendo portanto cheia de graça divina. A Igreja Católica também professa que a Virgem Maria viveu uma vida completamente livre de pecado.

### Rainha Assunta ao Céu
A Assunção da Virgem Maria, informalmente conhecida apenas por A Assunção, de acordo com a tradição da Igreja Católica Romana, da Igreja Ortodoxa, das Igrejas Ortodoxas Orientais e partes do Anglicanismo, foi a assunção do corpo da Virgem Maria no Céu ao final de sua vida terrestre.
O catolicismo romano ensina como um dogma que a Virgem Maria "tendo completado o curso de sua vida terrestre, foi assumida, de corpo e alma, na glória celeste". Esta doutrina foi definida dogmaticamente pelo papa Pio XII em 1 de novembro de 1950 na constituição apostólica Munificentissimus Deus dentro do exercício da infalibilidade papal. Ainda que as Igrejas Católica e Ortodoxa acreditem na Dormição de Maria, que é o mesmo que a Assunção.

### Rainha do Santo Rosário

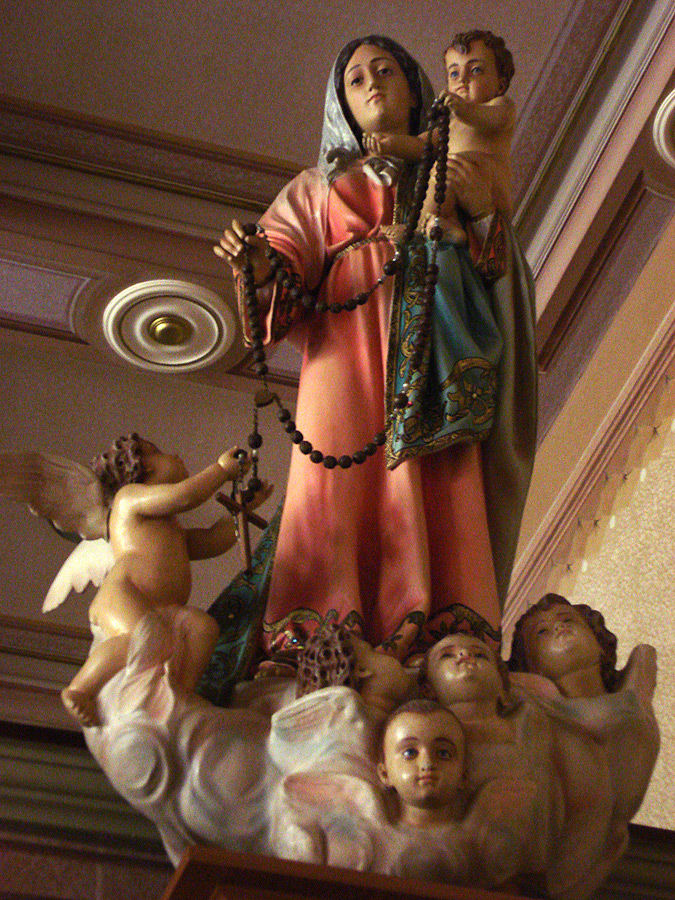
Nossa Senhora do Rosário na Capela Senhor dos Passos da Santa Casa de Misericórdia de Porto Alegre, Brasil, peça do século XIX.

A oração do Santo Rosário é uma das práticas devocionais mais difundidas entre os cristãos, particularmente, entre os mais humildes. Devoção estimulada, aos longo dos séculos por inúmeros papas, e santos. Sobre tal prática escreveu o Papa João Paulo II, na Carta Apostólica Rosarium Virginis Mariae: "O Rosário, quando descoberto no seu pleno significado, conduz ao âmago da vida cristã, oferecendo uma ordinária e fecunda oportunidade espiritual e pedagógica para a contemplação pessoal, a formação do Povo de Deus e a nova evangelização".
A oração do Santo Rosário surge aproximadamente no ano 800 à sombra dos mosteiros e conventos, como saltério dos leigos. Dado que os monges e os frades rezavam os salmos, enquanto os leigos, que em sua maioria não sabiam ler, rezavam 150 Pai Nossos. Com o passar do tempo, formaram-se outros três saltérios com 150 Ave Marias, 150 louvores em honra a Jesus Cristo e 150 louvores em honra a Virgem Maria.
A palavra Rosário significa Coroa de Rosas. É uma antiga devoção católica que a Virgem Maria revelou que cada vez que se reza uma Ave Maria lhe é entregue uma rosa e por cada Rosário completo lhe é entregue uma coroa de rosas. A rosa é a rainha das flores, sendo assim o Rosário de todas as devoções é, portanto, tido como sendo a mais importante.
Em quase todas as Suas aparições, reconhecidas pela Igreja Católica Maria Santíssima exibiu e estimulou a devoção do Rosário; numa delas chegou mesmo a oferecê-lo a uma jovem leiteira (nas aparições de Argoncilhe, no norte de Portugal).

### Rainha da Família
Inseriu-se na Ladainha Lauretana a invocação a Maria como Rainha da Família por vontade de São João Paulo II, atendendo a solicitação que se lhe fez na conclusão do VII Centenário lauretano. Como sinal perene do grande evento vivido por mais de quatro milhões de peregrinos, o papa determinou em 31 de dezembro de 1995, festa litúrgica da Sagrada Família, que se incorporasse essa invocação na Ladainha "para que em toda casa brilhe a luz do exemplo de Maria, e toda família possa gozar de sua materna proteção.
"Não é a paz, como se tem repetido muitas vezes, apenas elemento da vida política e das relações entre as nações, não é apenas ausência de guerras, mas também forma de relação interpessoal que repousa no respeito pela dignidade de todos e no reconhecimento dos valores fundamentais da igualdade e da fraternidade humanas. Surge uma vez mais a família como lugar de educação, aprendizado e exercício das virtudes humanas e cristãs. Cabe à família propor ideias e ideais positivos e ao mesmo tempo ser oportunidade cotidiana de convivência em que se realizem esses valores e convertam-se em fonte de entendimento, vivência da fraternidade e alegria. Mas precisamente essa visão da família hoje se questiona não apenas pela realidade concreta com frequência conflitiva e violenta, mas também por certo conjunto de teorias que se apresentam como expressão da liberdade e afirmação da personalidade. É preciso reencontrar também o sentido verdadeiro da família, redescobrir que no fundo do coração humano vive e palpita incontível desejo de amor, união e ajuda mútua, ou seja, é preciso fugir de ideologias e práticas geradas e sustentadas por egoísmos privados e públicos, acolhendo, ao contrário, o anseio universal de comunhão serena e fecunda".  

### Rainha da Paz
Como conclusão das invocações, a Ladainha apela à Virgem Maria como Rainha da Paz. Tal invocação foi introduzida em 1917 pelo Papa Bento XV, que vivia o terrível clima da I Guerra Mundial. "Ser rainha da paz implica certo "poder" de gerar a paz, implica estar em condições de construir aquele tecido de justiça, respeito mútuo e ajuda fraterna em que o bem-estar pessoal e social possa vigorar". Não somente a paz negativa da ausência de guerra, mas "os valores positivos do shalom bíblico, da paz que nasce da fraternidade", como assinalou o teólogo Paschoal Rangel.

## A Litania Lauretana na Música
- Wolfgang Amadeus Mozart visitou a Santa Casa de Loreto em Júlio de 1770; em Maio de 1771 compôs a Litaniae Lauretanae (K 109K 74e); e em Março de 1772 compôs a Litaniae Lauretanae (K195 Q)[110]
- Johann Simon Mayr compôs Litaniae Lauretanae (em Lá Maior);
- Jan Dismas Zelenka, Joseph Auer compôs a Lauretanische Litanei (1890);

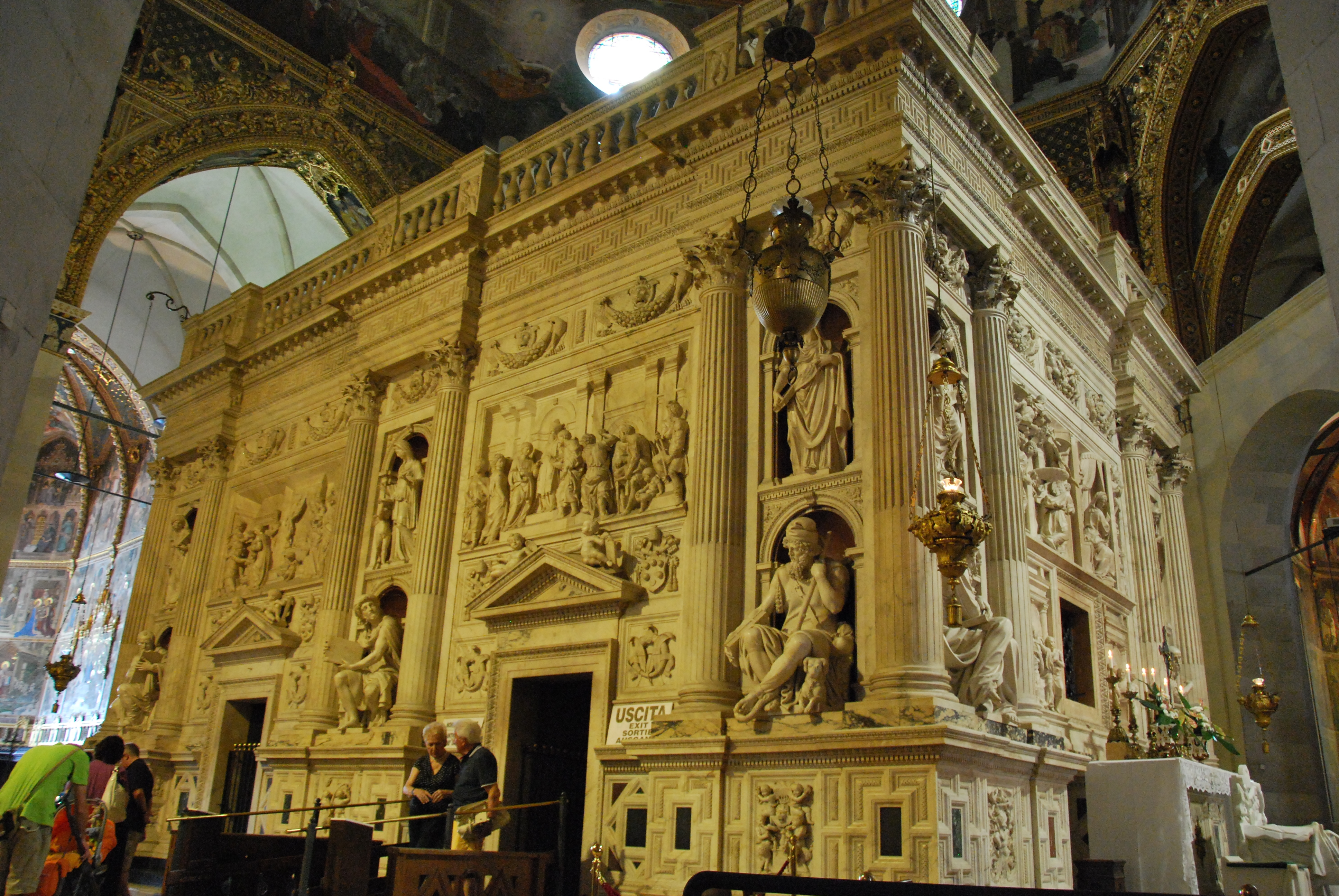
Santuario della Santa Casa in Loreto - Casa Santa

- Santa Casa de LoretoJohann Evangelist Habert compôs Litaniae Lauretanae (em Lá Maior), N°2 (1877);
- Johann Stamitz compôs a Litaniae Lauretanae (em Dó Maior) para uma só voz, coro e orquestra;
- Karl Ditters von Dittersdorf compôs a Litaniae Lauretanae (em Ré Maior);
- Palestrina, De la Lande, Charpentier, Poulenc, Tomás Luis de Victoria, Paul Damance, Henri Du Mont, Charles d'Ambleville compuseram, igualmente, litanias para a Virgem Maria, mas, não especificamente a Lauretana.
- IMSLP - Petrucci Music Library - Categoria Litaniae Lauretanae.
- 'Litaniae Lauretanae Beatae Mariae Virginis - Gregoriano (Ladainha Lauretana em Latim)

## Ligações Externas
- The Litany of Loreto in Context, University of Dayton